# Czechosłowacko-polski konflikt o Śląsk Cieszyński

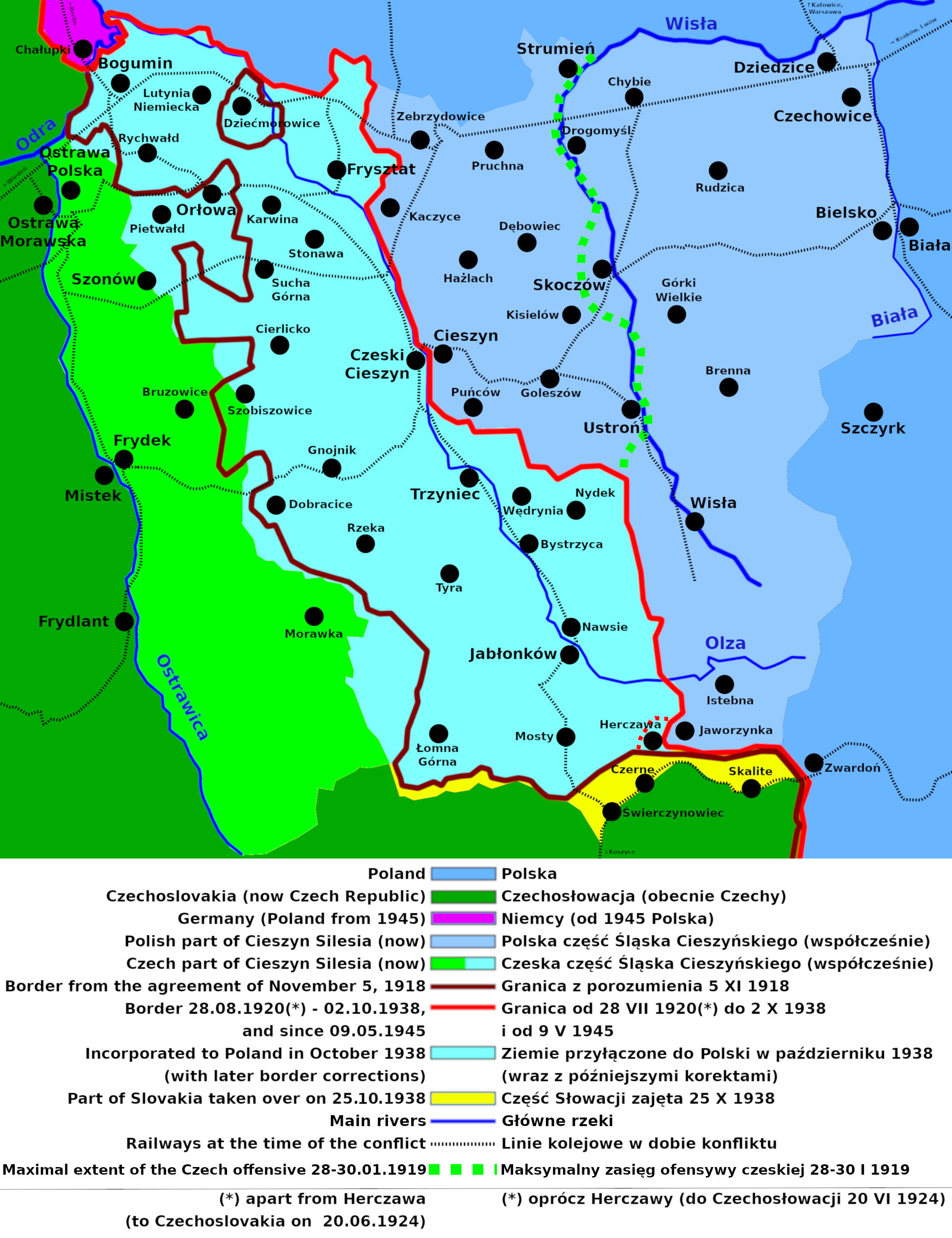
Mapa Śląska Cieszyńskiego i jego podziałów w XX wieku

Czechosłowacko-polski konflikt o Śląsk Cieszyński – od 1918 w stosunkach między Czechosłowacją a Polską dochodziło do konfliktów wokół kilku spornych terenów, z czego największy na terenie Śląska Cieszyńskiego. W drugiej połowie XIX wieku przeważała jeszcze polsko-czeska współpraca, która przekształciła się na początku XX wieku w otwarty konflikt narodowościowy, głównie w Zagłębiu Karwińskim. Po I wojnie światowej pod koniec października i na początku listopada 1918 trwała rywalizacja o przejęcie realnej władzy przez lokalne rady narodowe, szczególnie w powiecie frysztackim, zakończona tymczasową ugodą z 5 listopada i rozgraniczeniem według kryterium etnicznego na poziomie administracyjnym. Oba państwa po uzyskaniu niepodległości, choć komunikowały chęć przystąpienia do rozmów, przeciągały w czasie jakiekolwiek porozumienie. Strona polska liczyła na utrwalenie tymczasowej granicy a strona czeska na jej przesunięcie na wschód, celem zajęcia pozostałych kopalń i Kolei Koszycko-Bogumińskiej. Kulminacją związanego z tym napięcia stosunków była wywołana w styczniu 1919 przez stronę czeską wojna polsko-czechosłowacka, w której w ciągu tygodnia liczba ofiar dosięgnęła po obu stronach około 150 osób. Po umiędzynarodowieniu konfliktu światowe mocarstwa dokonały ostatecznego i arbitralnego podziału regionu między oba państwa w lipcu 1920. Stan ten zmienił się za sprawą aneksji tzw. Zaolzia przez Polskę w październiku 1938. Po II wojnie światowej spór rozgorzał ponownie, jednak pod naciskiem Józefa Stalina przywrócony został stan sprzed aneksji.

## Tło konfliktu

### Do Wiosny Ludów

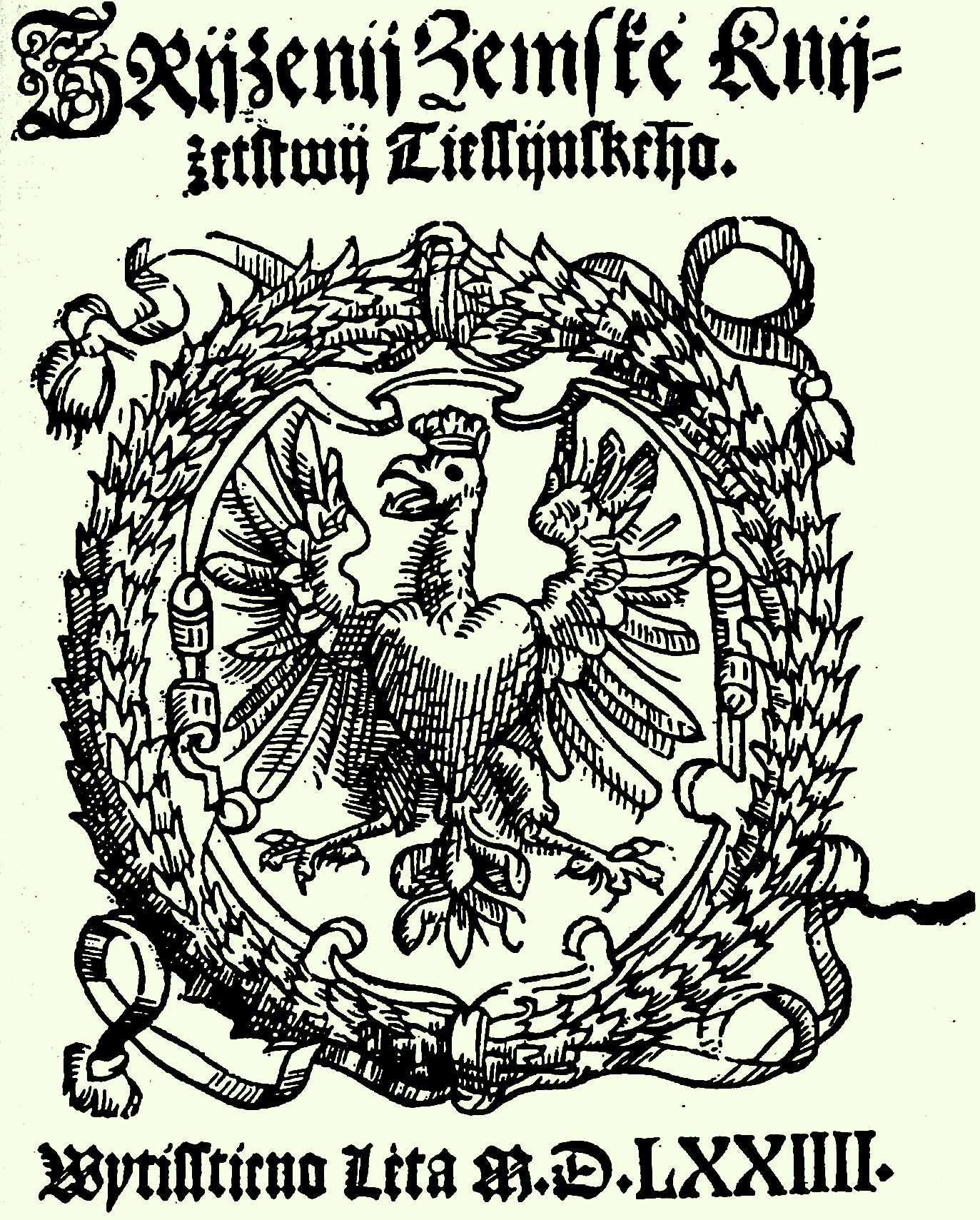
Strona tytułowa ustawy krajowej Wacława Adama z 1574 jako przykład czeskiego języka urzędowego

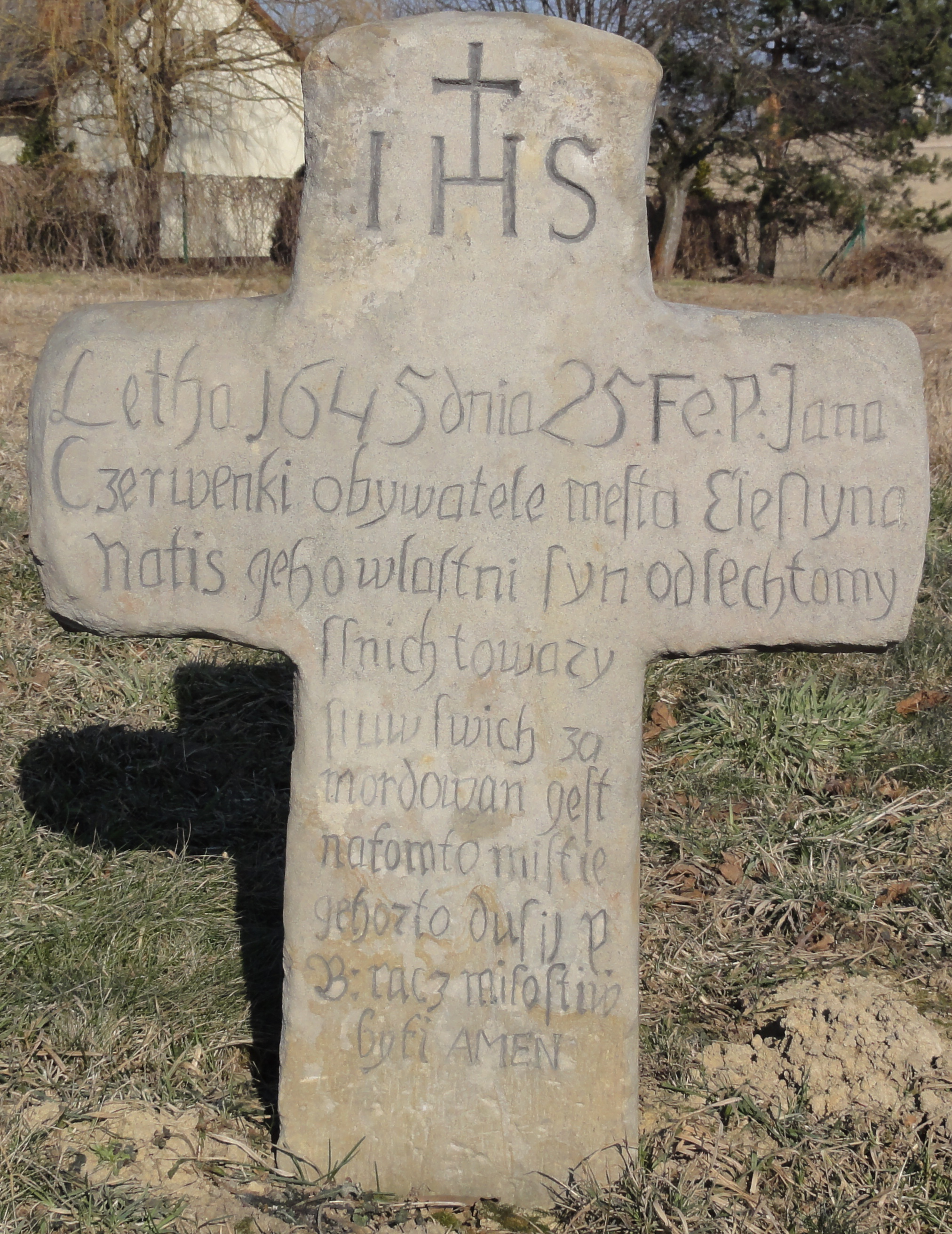
Krzyż pamiątkowy z 1654 w Pruchnej z napisami czeskimi (widoczny jest wpływ miejscowej odmiany języka polskiego)

Śląskie księstwo cieszyńskie utworzone zostało w dobie polskiego rozbicia dzielnicowego około 1290 roku rządzone było przez miejscową gałąź Piastów do 1653 roku. W traktacie granicznym z 2 sierpnia 1297 pomiędzy Mieszkiem cieszyńskim a biskupem ołomunieckim Dytrykiem prawy brzeg Ostrawicy został nazwany Polską, a lewy Morawami, i to zarówno przez księcia jak i biskupa. Już od 1327 roku księstwo to było lennem Królestwa Czech, choć jeszcze w XIV wieku w Czechach używano przymiotnika polski do określenia tych terenów co uległo zmianie w XV wieku. Tym niemniej przymiotnik ten utrwalił się przez kolejne stulecia w nazwach niektórych miejscowości jak np. Polska Ostrawa. Od 1526 roku w wyniku objęcia tronu czeskiego przez Habsburgów było aż do 1918 roku częścią monarchii Habsburgów (potocznie Austrii). Początkowo językiem urzędowym był język łaciński, a od 1331 roku do połowy XV wieku w rosnącym stopniu język niemiecki, który został od drugiej połowy XV wieku w większości wyparty przez język czeski. Na Śląsku język czeski szczególnie sprawdził się jako język urzędowy w polskim otoczeniu językowym. Na Śląsku Cieszyńskim utrzymywał się po bitwie pod Białą Górą nawet dłużej niż we właściwych Czechach, aż do XIX wieku. W XVIII wieku władze państwa Habsburgów ponownie wprowadzały język niemiecki na większą skalę w obieg urzędowy, ale też zaczęły posiłkować się językiem polskim, którego znajomości wymagano od urzędników w dobie powstań chłopskich w 1766 roku.
Rozróżnienie osadnictwa ludności czeskiej od polskiej w średniowieczu na podstawie analizy toponimii jest z racji zachodniosłowiańskiego pokrewieństwa trudne, aczkolwiek zagadnienie to budziło od dawna zainteresowanie czeskich i polskich badaczy. Do najłatwiejszych w rozróżnieniu w zachowanych źródłach cech fonetycznych należały samogłoski nosowe, których typowo czeski brak potwierdzony jest do XV wieku tylko w dwóch toponimach, mianowicie pierwszej i jednorazowej wzmiance Dąbrowy w postaci Dubrowa (1229), i w nazwie Bludowicze dla Błędowic. Takie i inne cechy, jak występująca od XIII wieku i XIV wieku spirantyzacja g ≥ h, posłużyły również lingwistom do rozgraniczenia miejscowej polskiej gwary cieszyńskiej i czeskich gwar laskich. Zdaniem Idziego Panica osadnictwo w dobie tzw. wielkiej kolonizacji na prawie niemieckim było wyraźnie zdominowane przez ludność etnicznie polską, z częściowym wkładem niemieckiej (której udział w kolonizacji sąsiednich Moraw świadczył o niedostatecznej tam ilości osadników czesko-morawskich, stąd tym bardziej nie brali udziału w kolonizacji zagranicznego Śląska), a etnicznie czeskie na wschód od Ostrawicy rozpoczęło się najwcześniej pod koniec średniowiecza, kiedy na Śląsku Cieszyńskim pojawili się pierwsi przedstawiciele szlachty czeskiej, którzy mogli zagospodarowywać niezaludnione jeszcze obszary osadnikami z własnych posiadłości w głębi Moraw lub Czech, szczególnie w wyodrębnionym z Księstwa Cieszyńskiego frydeckim państwie stanowym i w okolicach Polskiej Ostrawy.
Miejscowe dokumenty w języku czeskim przesiane były regionalizmami, a teksty ludowe, sporządzone przez autorów starających się w nim pisać, ale w zasadzie nie znających go, można uznać za teksty polskie (np. dokument ślusarza frysztackiego z 1589). Również pochodzący z Wrocławia Johann Tilgner, zadeklarowany Niemiec, z wyuczonoą znajomością języka czeskiego i morawskiego, pracujący wówczas na dworze księcia Wacława Adama określił w swoim pamiętniku język mieszkańców okolicy Skoczowa i Strumienia jako polski. Późniejsze, XVII-wieczne raporty z wizytacji biskupich z Wrocławia odbytych po okresie reformacji wykazują między parafiami granicę językową niepokrywającą się z granicami dekanatów, a podobną w swoim przebiegu do późniejszego w XIX wieku (największą różnicą było stosowanie języka morawskiego w parafii w Trzycieżu). Rozpoznanie sytuacji językowej dla wizytatorów było wówczas o tyle ważne, gdyż chcieli jak najskuteczniej przeprowadzić kontrreformację w języku najbardziej zrozumiałym dla miejscowej ludności. Nastąpił wówczas szczególnie wśród ludności polskojęzycznej wyraźny podział na katolików i ewangelików, a tożsamość religijna stała się przez długi czas ważniejsza od tożsamości etnicznej, co doprowadziło do ograniczenia wzajemnych kontaktów między oboma społecznościami. W 1790 na Śląsku Cieszyńskim mieszkało 86 108 katolików (70,72%) i 35 334 protestantów (29,02%). W 1800 73% mieszkańców Śląska Cieszyńskiego była zaliczana do polskiej grupy narodowej, która przed masowym wykształceniem się tożsamości narodowościowych określana była terminem Wasserpolaken i była narodowo indyferentna. Niemcy choć obecni od średniowiecza, do XVII wieku ulegli w większości asymilacji i byli w zdecydowanej mniejszości. Dominowali jedynie w bielskiej wyspie językowej. Kultura niemiecka zdobyła pod koniec XVIII wieku dominującą rolę również w Cieszynie, w okresie reform Marii Teresy Habsburg i jej syna Józefa II. Od tej pory dobrze zintegrowana z niemiecką była również społeczność żydowska, która zaczęła powoli powiększać się po wydaniu patentu tolerancyjnego w 1713. Czesi (Morawianie, Lasi) pod względem etnicznym dominowali w zachodniej części regionu, przede wszystkim w frydeckim państwie stanowym. Pod względem wyznaniowym pozostali katolikami.

### Od Wiosny Ludów
Pierwszą i najlepiej zorganizowaną grupą narodową w okresie Wiosny Ludów byli Niemcy. Mieli oni również przewagę ekonomiczną nad pozostałymi grupami ludności a język niemiecki zdobył najbardziej prestiżową pozycję, co przyspieszało później proces germanizacji w pozostałych miastach, jak Bogumin, Frydek, Skoczów czy Strumień, które do końca epoki austriackiej stały się w większości niemieckojęzyczne. W 1851 77,8% mieszkańców regionu należało do polskiej (narodowo obojętnej) grupy narodowej. Powolne odrodzenie narodowe wśród Polaków nastąpiło w kilkadziesiąt lat po Wiośnie Ludów, głównie dzięki żmudnej działalności pierwszego znacznego budziciela, Pawła Stalmacha, który wspierany był m.in. przez Andrzeja Cinciałę i Andrzeja Kotulę. Początkowo współpracowali oni w ramach panslawizmu z czeskimi działaczami słowianofilskimi, przede wszystkim Ludwikiem Kluckim, Janem Winklerem i Arnoštem Plucarem. Przyszłość polskojęzycznej części mieszkańców regionu widzieli oni jednak raczej w państwie czeskim. To miał zapewne na myśli František Palacký, czołowy austroslawista, urodzony nieopodal Śląska w Hodslavicach, który przewidywał podział Śląska (Austriackiego) jedynie na część niemiecką i czeską. Jan Winkler, pochodzący ze Vsetína popularny czeski pastor ewangelicki w Nawsiu w latach 1826–1874, na początku lat 40. XIX wieku wyrażał nadzieję, że w przyszłości miejscowi polskojęzyczni ewangelicy poczują przynależność do narodu czeskiego. Pisał dla pierwszego polskojęzycznego Tygodnika Cieszyńskiego w gwarze cieszyńskiej, której nie uważał za odmianę polskiego języka literackiego. Wszedł w konflikt ze Stalmachem, kiedy ten przejął gazetę i nadał jej zdecydowany charakter narodowo-polski. Tygodnik Cieszyński początkowo stosował przymiotnik śląski lub słowiański w odniesieniu do polskojęzycznej ludności, niejako aby odciąć się od lansowanej w proniemieckim obozie frankfurckim asocjacji polskości z uciskiem feudalnym i zacofaniem ekonomicznym. Tak była ona przedstawiana m.in. przez Karola Kotschego, pastora w Ustroniu, który zaczął wydawać tygodnik Nowiny dla ludu wiejskiego. Kontynuacją tego czasopisma były późniejsze „Nowy Czas. Tygodnik polityczny” superintendenta Theodora Haasego i „Ślązak” Śląskiej Partii Ludowej, które coraz śmielej głosiły ideę odrębności, jeśli nie językowej to kulturowej, Ślązaków od Polaków i przynależność do niemieckiego kręgu kulturowego. Były one później popularne szczególnie wśród ewangelików, wskutek tradycyjnej postawy większości pastorów idącej za stwierdzeniem „Wiara ewangelicka jest niemiecka, dlatego musi iść z Niemcami”.
W 1860 uznano obok niemieckiego języki czeski i polski jako jego języki krajowe na Śląsku Austriackim. Dało to początek dotąd niespotykanemu nieskrępowanemu rozwojowi języka polskiego w szkołach i urzędach. Wówczas w kilku szkołach i kościołach na pograniczu językowym jeden język zastąpił dotąd stosowany drugi język, ale nie odbiło się to jeszcze większym echem. Konflikt narodowościowy słowiańsko-niemiecki rozwinął się ponownie już na dobre na przełomie lat 60. i 70. XIX wieku, w kolejnej dobie demokratyzacji życia w Austrii i idącego za tym wzrostem aktywności obywatelskiej, w tym wyraźnego wzrostu znaczenia polskiego ruchu narodowego. Aktywizacja słabego dotąd czeskiego ruchu narodowego nastąpiła w latach 80., wraz z napływem wykwalifikowanych robotników i inteligencji technicznej, co wiązało się również z przewagą jaką w Czechach zdobyli tzw. Młodoczesi nad Staroczechami, którzy odrzucili stare argumenty odwołujące się do argumentu historycznego (przywrócenia Korony Czech) na argumenty bardziej nacjonalistyczne. Silnym ośrodkiem czeskiego życia kulturalnego stała się wówczas szybko urbanizująca się Orłowa. W 1883 w Cieszynie powołano czeskie towarzystwo kulturalno-oświatowe Snaha (Dążność), a w Pradze František Ladislav Rieger wezwał do odzyskania Śląska dla Korony Czeskiej poprzez szkolnictwo. W 1894 w Cieszynie zaczęto wydawać gazetę Noviny Těšínské, a 1898 powstał czeski odpowiednik polskiej Macierzy Szkolnej, Matice osvěty lidové pro knížectví Těšínské. Narastający po Wiośnie Ludów wśród Niemców antysłowiański sentyment, w ramach działającej od 1870 organizacji nacjonalistycznej Zrzeszenie Niemieckie, jednoczył czeskich i polskich działaczy do lat 90. XIX wieku.
Od 1855 administracyjnie region podzielony był początkowo na trzy, a później na cztery powiaty polityczne: Bezirk Bielitz (Bielsko, bez miasta), Bezirk Teschen (Cieszyn), Bezirk Freistadt (Frysztat) i Bezirk Friedek (Frydek, bez miasta). Niekompletny spis ludności z 1869 wykazał 135 600 Polaków, 58,3% mieszkańców regionu. W kolejnych spisach ludności z lat 1880, 1890, 1900 i 1910, suma wszystkich mieszkańców wzrosła z 262 412 (118 os./km²) w 1880 do 426 667 (191 os./km²) w 1910, czyli o 62%. Największy przyrost odnotował powiat frysztacki, z 51 577 w 1880 (163 os./km²) do 122 030 w 1910 (385 os./km²). Spisy te nie stosowały już rubryki narodowość, lecz pytały o język potoczny (niem. Umgangsprache). Dominowały w nich osoby posługujące się językiem polskim (od około 55 do 60%), język czeski w tym czasie utrzymał się na poziomie 27%, a niemiecki wzrósł z 14% w 1880 do 18% w 1910. Pod względem religijnym w 1910 największą grupę, około 330 tysięcy (3/4 ludności) stanowili rzymscy katolicy, następnie ewangelicy (niespełna 94 tysiące, 21,5%, 11 tysięcy żydów stanowiło 2,5% mieszkańców (najwięcej w Bielsku 16,3%). W 1910 jedną czwartą stanowiła ludność napływowa, z czego 49% pochodzenia polskiego (w tym 54 200 imigrantów z Galicji, 12,7% populacji regionu), 27% czeskiego (w sumie 28 200 imigrantów z Czech i Moraw, 6,9% populacji regionu), 24% niemieckiego.

### Eskalacja konfliktu polsko-czeskiego
Zwycięstwo Londzina
     Zwycięstwo Michejdy
     Zwycięstwo Kożdonia
     Zwycięstwo socjalistów

Sytuacja językowa w powiecie frysztackim w latach 1880–1910 i jego podziały w latach 1918–1920

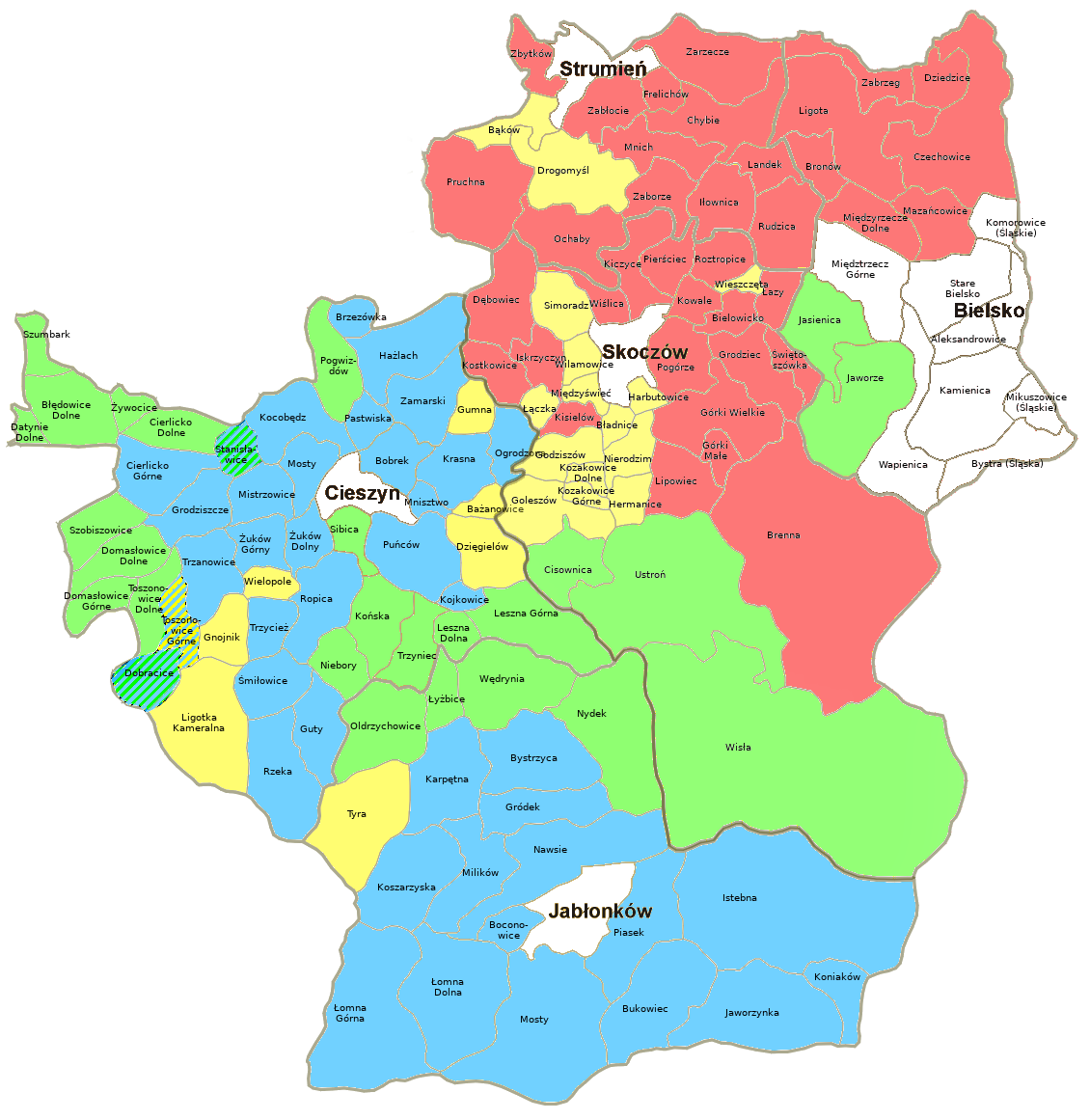
Wyniki ostatnich wyborów do parlamentu wiedeńskiego w 1911 w gminach wiejskich w powiatach cieszyńskim (I tura) i bielskim:
Zwycięstwo Londzina
Zwycięstwo Michejdy
Zwycięstwo Kożdonia
Zwycięstwo socjalistów

Wyniki spisu ludności z 1900 roku były przełomem w relacjach polsko-czeskich. Język czeski spadł do najniższego od 1880 poziomu 23,7% kosztem polskiego. Środowiska czeskie rozpoczęły nieprzebierającą w środkach kampanię mającą ten trend odwrócić. Popularna stała się teza Petra Bezruča o spolszczonych Morawianach z wiersza o tytule 70.000 („sto tysięcy nas zniemczyli, sto tysięcy nas spolonizowali (...)”) w odniesieniu do rdzennych mieszkańców regionu. Szczególnie komplikowała się sytuacja w Zagłębiu Karwińskim, gdzie ścierały się dynamicznie rosnące interesy gospodarcze i dokąd docierało wielu imigrantów z Galicji (w powiecie frysztackim było ich w 1910 15 500, 13%). W przeciwieństwie do imigracji czeskiej i niemieckiej pochodzili z regionu o wysokim stopniu analfabetyzmu, posiadali niskie kwalifikacje i często wykazywali narodowy indyferentyzm. W samym powiecie frydeckim było ich blisko dwa razy więcej niż imigrantów czeskich, około 20 000 tysięcy, 20% populacji powiatu). Byli oni przez Czechów w tej kampanii bardzo często przywoływani, przede wszystkim obwiniani o polonizację rdzennie czeskiego regionu. Teza ta dominuje w historiografii czeskiej do dzisiaj. Polska strona często podkreśla w odpowiedzi, że galicyjscy imigranci nierzadko łatwiej ulegali czechizacji niż rdzenni polscy Ślązacy, szczególnie w gminach zdominowanych przez Czechów. Z drugiej strony często przemilcza problematykę ślązakowców. Do 1910 w powiecie sądowym bogumińskim odsetek deklaracji języka polskiego spadł z 77,9% do 47,3%, choć nie tylko na korzyść języka czeskiego, który wzrósł z 11,2% do 27%, ale też niemieckiego (jedynie 9,9% w 1890 i 25,6% w 1910). Na tym tle drogi polskich i czeskich socjalistów w Zagłębiu rozbiegły się, choć jeszcze w 1897 Tadeusz Reger wsparł czeskiego socjaldemokratę Petra Cingra pomagając mu tu wygrać swój mandat poselski. Gwiazdka Cieszyńska ogłosiła definitywny koniec solidarności polsko-czeskiej po wyborach do sejmu śląskiego w 1902, w którym Józef Londzin przegrał z popieranym przez Niemców i Czechów Franciszkiem Halfarem. O język używany w kościele dochodziło już do większych konfliktów niż kilkadziesiąt lat wcześniej, jak np. w powstałej w 1899 parafii św. Jadwigi w Dąbrowej. Gdy Polacy zabiegali o utworzenie polskiej szkoły w Orłowej, czescy działacze domagali się rezygnacji z tego projektu. Prezes założonej w 1892 czeskiej szkoły skomentował to słowami: 

Było dla nas jasne, że poprzez stratę Orłowej jest rozstrzygnięty los całego rewiru i tym samym Cieszyńskiego. Dlatego krok polski musiał być sparaliżowany, gdyby nawet miały być poniesione największe ofiary majątkowe.

Pod koniec epoki austriackiej na przemian do pojednania i konfliktów dochodziło między polskimi organizacjami katolickimi (skupionymi wokół Józefa Londzina) i ewangelickimi (wokół Jana Michejdy). Konflikt ten umożliwił spektakularne zwycięstwo Józefa Kożdonia, lidera Śląskiej Partii Ludowej (tzw. ślązakowców), w wyborach do Sejmu Śląskiego w 1909. Pewien wgląd w podziały polityczne ludności polskojęzycznej dają wyniki wyborów do parlamentu wiedeńskiego w latach 1907 i 1911, pierwsze wolne i powszechne, których wyniki znane są na poziomie gmin. Dzięki nim można oszacować liczebność ślązakowców na przynajmniej 20% ludności polskojęzycznej, 10 do 12% ludności całego regionu, w 1911 na samego Kożdonia zagłosowało 14% wyborców polskojęzycznych, w największym odsetku w większościowo ewangelickich gminach wiejskich w okolicy Skoczowa.

## Porozumienie lokalne i przygotowania do wojny
granica księstwa na początku XVI wieku
     granica z porozumienia 5 listopada 1918
     granica Polski po aneksji i korekcie granicznej, 10 grudnia 1938
     ponad 90% ludności polskojęzycznej w 1910
     granica od 1920/1924 do 1938 i od 1945

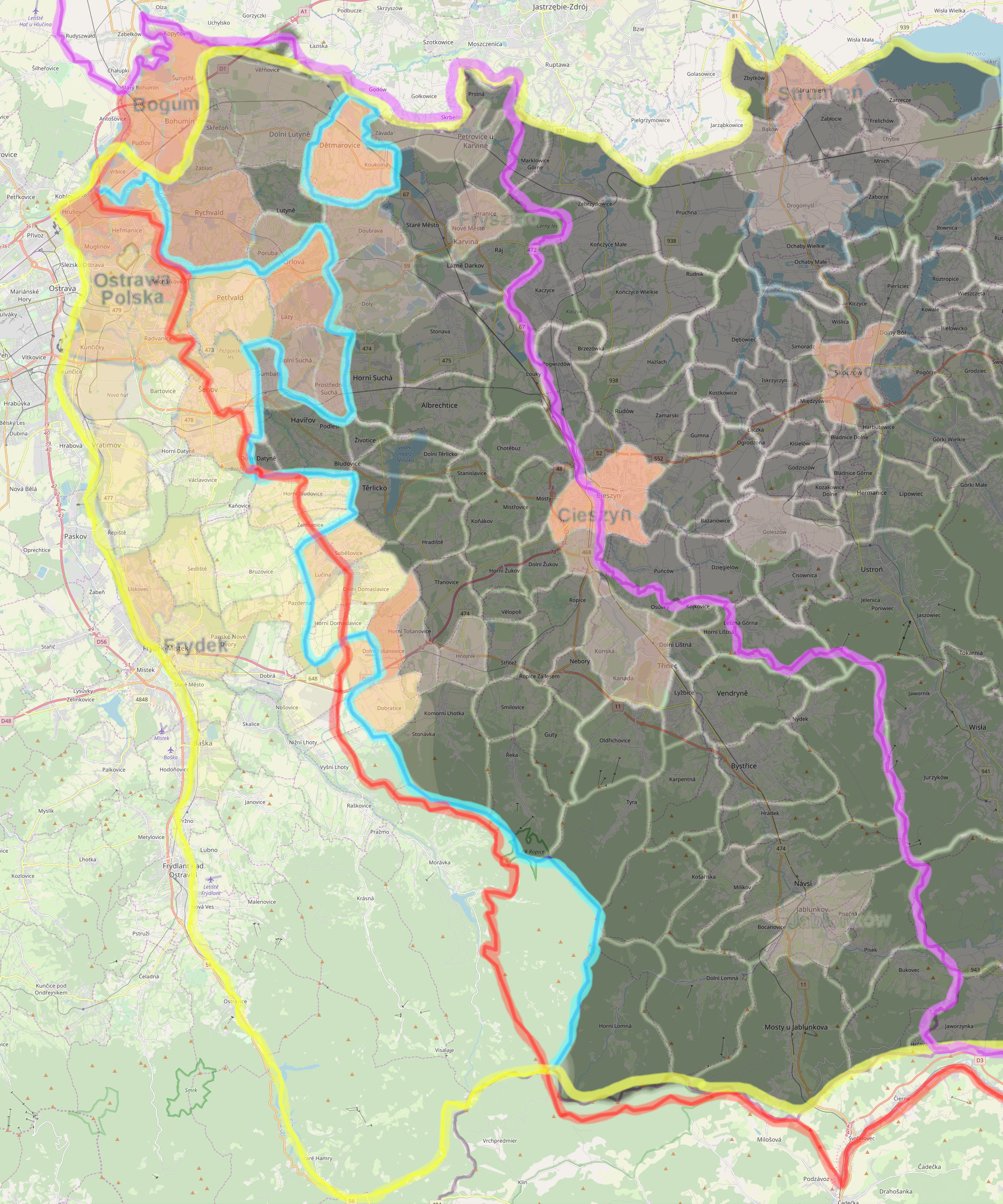
Historyczne granice w zachodniej części Śląska Cieszyńskiego na tle ostatniego spisu austriackiego:
granica księstwa na początku XVI wieku
granica z porozumienia 5 listopada 1918
granica Polski po aneksji i korekcie granicznej, 10 grudnia 1938
ponad 90% ludności polskojęzycznej w 1910
granica od 1920/1924 do 1938 i od 1945

19 października ukonstytuowała się Rada Narodowa Księstwa Cieszyńskiego w skład której weszli m.in. Józef Londzin, Tadeusz Reger, Jan Michejda. 26 października na drugim posiedzeniu RNKC postanowiła o oddaniu Czechom powiatu frydeckiego. Następnego dnia odbył się wielotysięczny wiec poparcia RNKC na rynku w Cieszynie, na którym jednak padały hasła „Wag, Ostrawica – Polska granica”, które i później przewijało się jako sentymentalno-rewizjonistyczny slogan. 28 października niepodległość ogłosiła Czechosłowacja, a następnego dnia powstały czeskie rady narodowe w Opawie, Frydku, Orłowej i Polskiej Ostrawie. Jeszcze tego samego dnia w godzinach przedpołudniowych czeski delegat zażądał od starostwa frysztackiego uznania władzy rządu praskiego. Rozpoczęło to realny czesko-polski konflikt w postaci rywalizacji między polską RNKC i powstałą 30 października czeską Krajową Radą Narodową dla Śląska (Zemský národní výbor pro Slezsko) o przejęcie faktyczne władzy administracyjnej w imieniu obydwu państw. Doszły one do porozumienia, wykorzystując m.in. wciąż trwającą dezorientację miejscowych Niemców i ślązakowców, bez udziału władz centralnych, i podzieliły swoje strefy wpływów w umowie z dnia 5 listopada 1918. Tymczasowy podział administracji według kryterium etnicznego zawierał jednak zastrzeżenie, że ostateczne rozgraniczenie terytorialne pozostawia się do rozstrzygnięcia przez rządy Polski i Czechosłowacji. Do tego czasu według umowy strona polska administrować miała powiatami: bielskim, cieszyńskim i częścią powiatu frysztackiego, a czeska powiatem frydeckim i pozostałą częścią powiatu frysztackiego.
Etniczne kryterium podziału nie zostało zaakceptowane przez rząd w Pradze, który uzyskał wcześniej przyzwolenie państw alianckich na utworzenie państwa w granicach historycznych. Odnosiło się to przede wszystkim do dużo bardziej problematycznych dla Czechów terenów zamieszkałych przez mniejszość niemiecką, ale w ich rozumieniu dotyczyło to również terenów zamieszkałych przez Polaków. W pierwszej kolejności państwo czechosłowackie musiało jednak podporządkować sobie Kraj Sudetów, co nastąpiło w połowie grudnia 1919. Jeszcze 28 listopada 1918 roku Naczelnik Państwa Polskiego Józef Piłsudski wydał dekret o wyborach do Sejmu Ustawodawczego na dzień 26 stycznia 1919 roku (Dz.U. z 1918 nr 18, poz. 47). Ustanowiony dekretem okręg wyborczy nr 35 obejmował na Śląsku Cieszyńskim obszar zgodny z granicą z porozumienia z 5 listopada: miasto Bielsko, powiat bielski, cieszyński i frysztacki bez gmin: Orłowa, Dziećmorowice, Pietwałd, Łazy, Sucha Średnia i Dolna. W połowie grudnia 1918 Józef Piłsudski wysłał do prezydenta Czech Tomáša Masaryka oficjalny list z prośbą o rozwiązanie konfliktu drogą negocjacji, ale Czesi w odpowiedzi zajęli zbrojnie Spisz i Orawę. 17 grudnia Polska obsadziła wojskiem tymczasową granicę z 5 listopada, dzień później armia czechosłowacka zajęła dawną stolicę Śląska Austriackiego, Opawę, po czym czeska Rada Narodowa została zredukowana do roli doradczej. Władze czeskie w Pradze rozpoczęły przygotowania do konfliktu zbrojnego. Szukając pretekstu do interwencji zbrojnej władze czechosłowackie podnosiły następnie m.in. argumenty o jej potrzebie z powodu bolszewizacji miejscowej klasy robotniczej. Była to jedynie przykrywka. Głównymi nieoficjalnymi przyczynami tego sporu była strategiczna dla Czechosłowacji linia kolejowa z Bogumina do Koszyc – tzw. Kolej Koszycko-Bogumińska, główne połączenie czeskiej sieci kolejowej ze Słowacją. Dalszym powodem były złoża węgla kamiennego w Zagłębiu Karwińskim i przemysł ciężki Śląska Cieszyńskiego (huta w Trzyńcu, zakłady przemysłowe w Boguminie). 17 stycznia 1919 rząd Republiki jednomyślnie zaakceptował plan siłowego obsadzenia regionu, po czym odesłał do rządu w Warszawie skargę o niedotrzymywaniu umowy z 5 listopada.

## Konflikt zbrojny w styczniu 1919

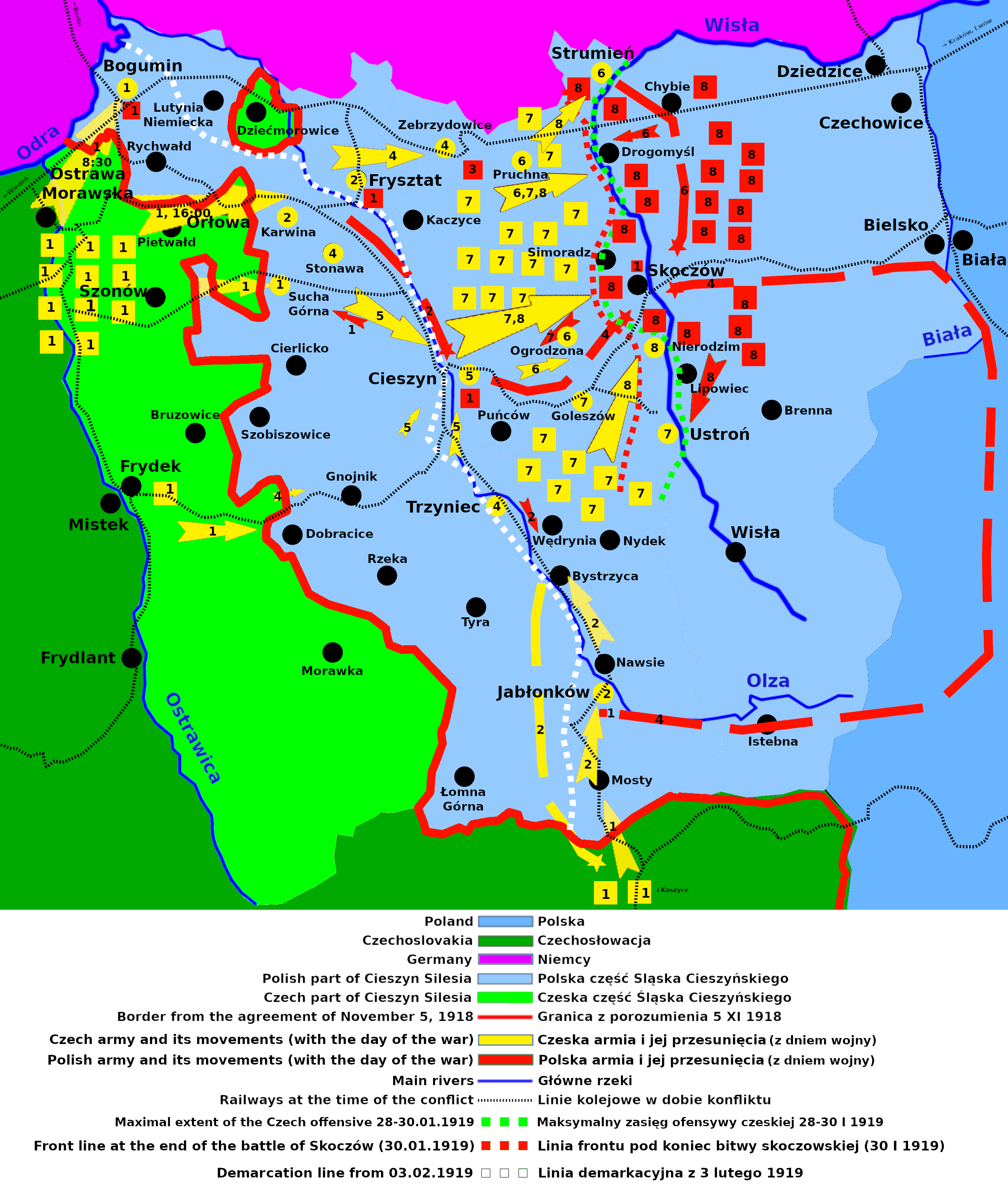
Wojna polsko-czechosłowacka

Czechosłowacja zażądała rezygnacji z przeprowadzenia wyborów na spornym terytorium i zaprzestania poboru miejscowej ludności do wojska polskiego. Wobec odmowy, wykorzystując chaos panujący w Polsce, 23 stycznia 1919, kilka dni po rozpoczęciu się konferencji pokojowej w Paryżu i trzy dni przed planowanymi polskimi wyborami parlamentarnymi, na rozkaz premiera Karla Kramářa i prezydenta Tomáša Masaryka, wojska czechosłowackie w liczbie 6 do 7 tys. żołnierzy, z pociągiem pancernym i artylerią (pod dowództwem płk. Josefa Šnejdarka), wkroczyły na Śląsk Cieszyński i przekroczyły tymczasową granicę. Posunięcie to pogwałciło postanowienia umowy z 5 listopada. Celem wojsk czechosłowackich nie było tylko uniemożliwienie wyborów do polskiego Sejmu, lecz zajęcie i wcielenie możliwie największej części Śląska Cieszyńskiego do Czechosłowacji. W pierwszym dniu ofensywy Czesi zdobyli Bogumin i kopalnie Zagłębia Karwińskiego, które były bronione przez miejscowych górników i polską młodzież szkolną. 24 stycznia Czesi zajęli Karwinę, Suchą i Jabłonków. Oddziały polskie liczyły wtedy w tym rejonie tylko 3 tys. żołnierzy pod dowództwem gen. Franciszka Latinika i były wspierane przez ok. 1000 w większości nieumundurowanych milicjantów. W pierwszym dniu ofensywy Czesi zdobyli Bogumin, Dąbrowę oraz część kopalni w polskiej części Zagłębia Karwińskiego. Pomimo oporu, wykorzystując przewagę liczebną Czesi zaczęli obrońców spychać w kierunku Cieszyna. Pomimo uzupełnień przez ochotników nadchodzących z terenów Polski oddziały polskie musiały w nocy z 26/27 stycznia oddać Cieszyn bez walki i wycofać się na linię rzeki Wisły i do Skoczowa. O świcie 26 stycznia, w dniu polskich wyborów, Czesi skutecznie natarli pomiędzy Zebrzydowicami i Kończycami Małymi na 60-osobowy oddział kpt. Cezarego Hallera (brata gen. Józefa Hallera). Jednak wkrótce około godz. 8 ich natarcie powstrzymała polska kompania piechoty z Wadowic por. Kowalskiego. Około południa wojska czechosłowackie natarły na Stonawę, z której na skutek braku amunicji musiała wycofać się kompania wadowicka. Po uzupełnieniu amunicji w części Stonawy Na Smokowcu, Polacy podjęli nieskuteczną próbę odbicia Stonawy. W natarciu zginęło około 75% polskiej kompanii, z której Czesi wymordowali następnie kilkunastu wziętych do niewoli polskich żołnierzy (pochowano ich w Stonawie). Wkrótce w rejon walk przybyły polskie posiłki pchor. Królikowskiego ze spieszonymi szwoleżerami, którzy kontratakiem odzyskali utracony teren i uniemożliwili wojskom czechosłowackim dalsze natarcie od frontu. W związku z ponawianymi atakami czechosłowackim od strony lewej flanki w rejonie Suchej Górnej i Olbrachcic, bronionej przez 30 miejscowych milicjantów ppor. Pawlasa, gen. Latinik około godz. 17.00 wydał rozkaz wycofania wojsk na linię Wisły i opuszczenia oskrzydlonego Cieszyna. Następnego dnia wojska czechosłowackie zajęły Cieszyn, Goleszów, Hermanice, Ustroń i Nierodzim. W dniach 28–30 stycznia doszło do największej bitwy pod Skoczowem, w związku z czym wieczorem, z powodu nacisku Ententy, nastąpiło zawieszenie broni. Ostatecznie maksymalny zasięg ofensywy czeskiej sięgał mniej więcej linii Wisły począwszy od Strumienia na północy, nieudanie forsując Wisłę w rejonie Drogomyśla i Ochab. Po zajęciu Nierodzimia wkroczyli do Ustronia, gdzie czeskie patrole przekroczyły bez oporu Wisłę w Lipowcu. Do rzeki nie dotarli jedynie w niezdobytym Skoczowie, ale jego obrona mogła być skompromitowana okrążeniem przez Czechów od wschodniej strony Wisły. Ofensywa czeska została wstrzymana, co nie oznaczało, że Czechosłowacja zrezygnowała z włączenia całego Śląska Cieszyńskiego drogą dyplomacji w Paryżu. Po naciskach mocarstw zachodnich Czesi zgodzili się przystąpić do negocjacji.

## Konferencja pokojowa w Paryżu
3 lutego podpisano polsko-czeski układ o tymczasowej granicy na Śląsku Cieszyńskim, w myśl którego ustalono nową linię demarkacyjną mniej więcej wzdłuż linii kolei koszycko-bogumińskiej, w ten sposób że kontrolę nad jej odcinkiem na północ od Cieszyna kontrolowała Czechosłowacja, a na południe Polska. Strona czeska uzyskała w ten sposób południowo-zachodnie części powiatów Frysztat i Cieszyn, kontrolowanych przed inwazją przez Polskę. Zmuszenie strony czechosłowackiej do realizacji postanowień tej umowy okazało się bardzo trudne. Przeciągające się negocjacje w sprawie wycofania się wojsk czechosłowackich były kilkakrotnie przerywane ponownymi atakami żołnierzy czechosłowackich, którzy próbowali pokonać słabsze oddziały polskie (ostatnie walki zostały podjęte przez wojsko czeskie pomiędzy 21–24 lutego). Po wielokrotnych interwencjach mocarstw zachodnich, Czesi wycofali się w końcu na nową (korzystniejszą dla nich od linii z 5 listopada) linię demarkacyjną. 25 lutego wojsko polskie ponownie wkroczyło do, jedynie wschodniego, Cieszyna.
Jeszcze w marcu 1919 większość członków Rady Najwyższej skłaniało się do decyzji przyznania Czechosłowacji całych powiatów frysztackiego i cieszyńskiego, a przyznaniu Polsce jedynie powiatu bielskiego. Nie doszło do tego dzięki staraniom premiera Ignacego Paderewskiego. 11 kwietnia 1919 roku Sejm jednomyślnie uchwalił rezolucję, głoszącą, że Ziemie Śląska Cieszyńskiego jako niewątpliwie polskie i przez ludność czysto polską w olbrzymiej większości zamieszkane, żadną miarą za sporne poczytane być nie mogą. Strona czechosłowacka optowała za podziałem maksymalnie na linii Wisły. Ostatnią szansą na niearbitrażowy podział regionu były nieudane rozmowy między oboma państwami pod koniec lipca 1919 roku, gdzie strona polska zaproponowała plebiscyt na terenie powiatów cieszyńskiego i frysztackiego. Władze Czechosłowacji zgodziły się na to dopiero w Paryżu pod naciskiem przedstawicieli Ententy październiku 1919.

## Okres plebiscytowy

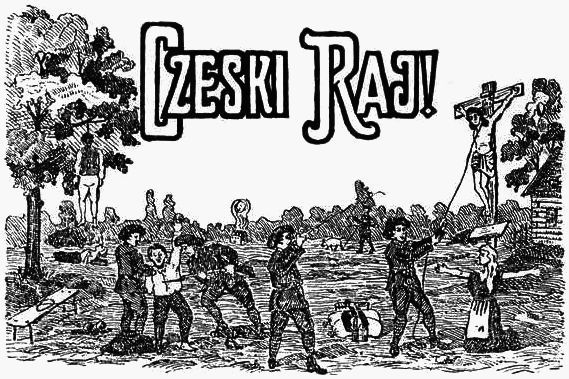
Polska ulotka propagandowa z okresu plebiscytowego piętnująca czeskie zbrodnie wojenne na Zaolziu

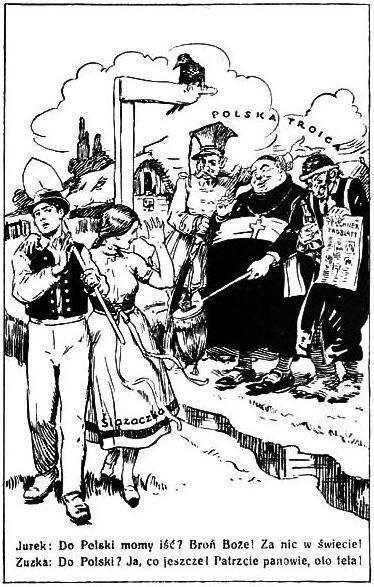
Czeska ulotka propagandowa z okresu plebiscytowego

Decyzję o przeprowadzeniu plebiscytu podjęła Rada Najwyższa Konferencji Pokojowej 27 września 1919 roku. Plebiscyt miał odbyć się w trzy miesiące od przekazania decyzji o jego przeprowadzeniu skłóconym stronom, pierwotnie planowanym terminem jego przeprowadzenia był 31 grudnia 1919. Miał objąć całość historycznego Śląska Cieszyńskiego. Na wniosek Polski plebiscyt rozszerzono także na Spisz i Orawę. Wyniki miały być opracowywane w oparciu o gminy.
Polacy powołali w Cieszynie Główny Komitet Plebiscytowy, natomiast Czesi w Ostrawie Komisé pro plebiscit na Těšinsku. Alianci zdecydowali o przesunięciu plebiscytu na termin trzech miesięcy od przybycia delegacji międzynarodowej. 30 stycznia 1920 roku dotarła do Cieszyna delegacja Międzynarodowego Komisariatu Plebiscytowego pod kierownictwem Gustave de Manneville'a. 23 marca ogłosił on ordynację do głosowania.
W okresie plebiscytowym dochodziło ze wszystkich stron do aktów terroru. Różne frakcje polityczne tworzyły bojówki napadające na swoich przeciwników politycznych. Celem ataku ksenofobicznych stali się np. imigranci galicyjscy w okolicach Polskiej Ostrawy.

## Rezygnacja z plebiscytu
Latem 1920 podczas ofensywy Tuchaczewskiego na Warszawę czeski minister spraw zagranicznych Edvard Beneš wykorzystał pogarszającą się sytuację Polski i przeforsował na konferencji w Spa, by o podziale Śląska Cieszyńskiego zadecydowały mocarstwa bez przeprowadzania plebiscytu. Zgodził się na to premier Władysław Grabski, licząc na pomoc mocarstw w obliczu inwazji bolszewickiej na Polskę. Zgoda Polski uzależniona została jednak przez delegację polską od neutralności Czechosłowacji w toczącej się wojnie polsko-radzieckiej i przepuszczania transportów ze sprzętem dla Polski. 28 lipca 1920 roku Rada Ambasadorów podjęła decyzję o zaniechaniu plebiscytu i sama podzieliła sporne tereny. Postulaty Beneša i prezydenta Tomáša Masaryka już wcześniej odnajdywały większy oddźwięk wśród zachodnich elit niż te podnoszone przez polskich delegatów. Postanowienie to zostało natychmiast przez Polskę oprotestowane. 31 lipca 1920 roku delegat rządu polskiego Ignacy Jan Paderewski wystąpił w tej sprawie do prezydenta Francji z notą protestacyjną. W piśmie tym oświadczył stanowczo, że Polska nie uważa narzuconej decyzji za definitywne rozwiązanie problemu, stwierdzając: porozumienie pomiędzy Rządem Polskim i Czechosłowackim nie przesądza niczego o szczegółach ostatecznego uregulowania granic, ani nie wymienia żadnej linii granicznej.

## Podział arbitralny w 1920
W wyniku podziału Czesi uzyskali polskie tereny, które przyznano pod ich zarząd po wojnie z 1919, całą strefę zdemilitaryzowaną oraz część resztek polskiego terytorium pozostawionych Polsce po wojnie z 1919 z miastami Trzyniec, Karwina, Jabłonków oraz lewobrzeżnymi dzielnicami Cieszyna. 
44% terenu o pow. 1002 km² ze 139,6 tys. mieszkańców przypadło Polsce (według języka: 94 tys. Polaków, 2 tys. Czechów oraz 43 tys. Niemców). Większość ziem, o pow. 1280 km², zamieszkiwaną przez 295,2 tys. osób (139 tys. Polaków, 113 tys. Czechów, 34 tys. Niemców), w tym tereny uprzednio administrowane przez polską Radę Narodową Księstwa Cieszyńskiego z 179 tys. mieszkańców (123 tys. Polaków, 32 tys. Czechów, 22 tys. Niemców), znalazło się w granicach Czechosłowacji.
Już wkrótce Czechosłowacja nie wywiązała się z obietnic neutralności, blokując dostawy do Polski (sytuację utrudnił strajk kolejarzy czeskich, wrogo nastawionych do Polski), w związku z czym rząd polski przestał się czuć zobowiązany do pełnego respektowania decyzji w sprawie Śląska Cieszyńskiego, Spiszu i Orawy oraz zaczął kwestionować prawo Czechosłowacji do przyznanych jej ziem z ludnością polską.

## Ocena podziału i plebiscytu
(...) Spotkał naród polski cios, który silnie zaważyć musiał na kształtowaniu się naszego stosunku do republiki czechosłowackiej. Wyrokiem Rady Ambasadorów przyznany został Czechom szmat rdzennie polskiej ziemi, mającej bardzo znaczną większość polską. Przyznane zostały Czechom nawet te okręgi, do których Czesi nie powinni nigdy rościć pretensji (...) Wyrok ten wykopał przepaść między oboma narodami (...) – mowa sejmowa Wincentego Witosa z 24 września 1920 roku

Żadna ze stron konfliktu nie była zadowolona z decyzji podziału Śląska Cieszyńskiego. Z punktu widzenia Polski po stronie czeskiej pozostało kilkaset tysięcy Polaków, w większości wysoce uświadomionych narodowo, w tym np. okolice Jabłonkowa, gdzie posługiwano się niemal wyłącznie językiem polskim. Czesi liczyli na zwycięstwo w plebiscycie i przyznanie im całego regionu, co przy uwzględnieniu geografii obszaru plebiscytowego i wynikom opracowywanym w oparciu o gminy nie było niemożliwe. Strona polska zakładała zwycięstwo dzięki głosom polskojęzycznej większości (55% w ostatnim austriackim spisie w 1910), z nadzieją na poparcie przez część Niemców. W rzeczywistości mogło to być jednak założenie zbyt optymistyczne. Miejscowi Niemcy wraz z Niemcami sudeckimi mieliby jako większa mniejszość również większe polityczne znaczenie w Czechosłowacji niż w Polsce. Żydzi obawiali się przyłączenia do Polski, mającej po głośnych wydarzeniach jak pogrom lwowski (1918) opinię antysemickiej. Przeciwko Polsce tradycyjnie była większość ślązakowców (m.in. rejon Wisły, Goleszowa i Skoczowa), dla których największą tragedią był sam fakt przedzielenia granicą. Nie można było też w pełni liczyć na ludność pochodzenia galicyjskiego, która cały czas ulegała stopniowej czechizacji (w próbnym plebiscycie w powiecie frydeckim kilkadziesiąt procent Polaków zagłosowało za Czechosłowacją). Ponadto w roku 1919 i 1920 nastroje proczechosłowackie wzmocniły się. Przeciwko wszystkim przeciwnym głosom strona polska mogła przegrać plebiscyt różnicą kilku do nawet kilkunastu procent. Według obliczeń środowisk ślązakowskich nawet w 60% do 70% gminach całego regionu wygrałaby opcja czechosłowacka. W wypadku zwycięstwa Czechosłowacji w plebiscycie, geograficzne rozłożenie powyższych grup wyborców, uświadomionych narodowo Polaków w części środkowej i północno-zachodniej regionu, a ślązakowców i Niemców w części wschodniej, mogło pociągnąć za sobą gorszy z punktu widzenia Polski podział, niż ten dokonany przez Radę Ambasadorów.

## Okres po podziale do 1938
W wyniku podziału powstało zamieszkane w większości przez Polaków tzw. Zaolzie – część powiatów frydeckiego, frysztackiego i cieszyńskiego wraz z połową Cieszyna (odtąd Český Těšín). Na skutek działalności bohemizacyjnej już w 1921 czechosłowacki spis ludności wykazał tylko 69 tys. Polaków w całym czechosłowackim Śląsku Cieszyńskim. Nieprzychylna mniejszości polskiej polityka władz czechosłowackich doprowadzała do konfliktów narodowościowych i emigracji części ludności polskiej, głównie najbardziej prześladowanych polskich działaczy narodowych i społecznych. O ile po stronie polskiej ruch ślązakowski bardzo osłabił się w międzywojnu po opuszczeniu jego terenu przez czołowych jego aktywistów, to po stroniej czeskiej był podtrzymywany jako przeciwwaga dla polskiego ruchu narodowego. Konflikt nasilił się szczególnie w dobie wielkiego kryzysu, kiedy w państwowych kopalniach uprzywilejowano w zatrudnieniu pracowników czeskich.

## Zajęcie Zaolzia w 1938

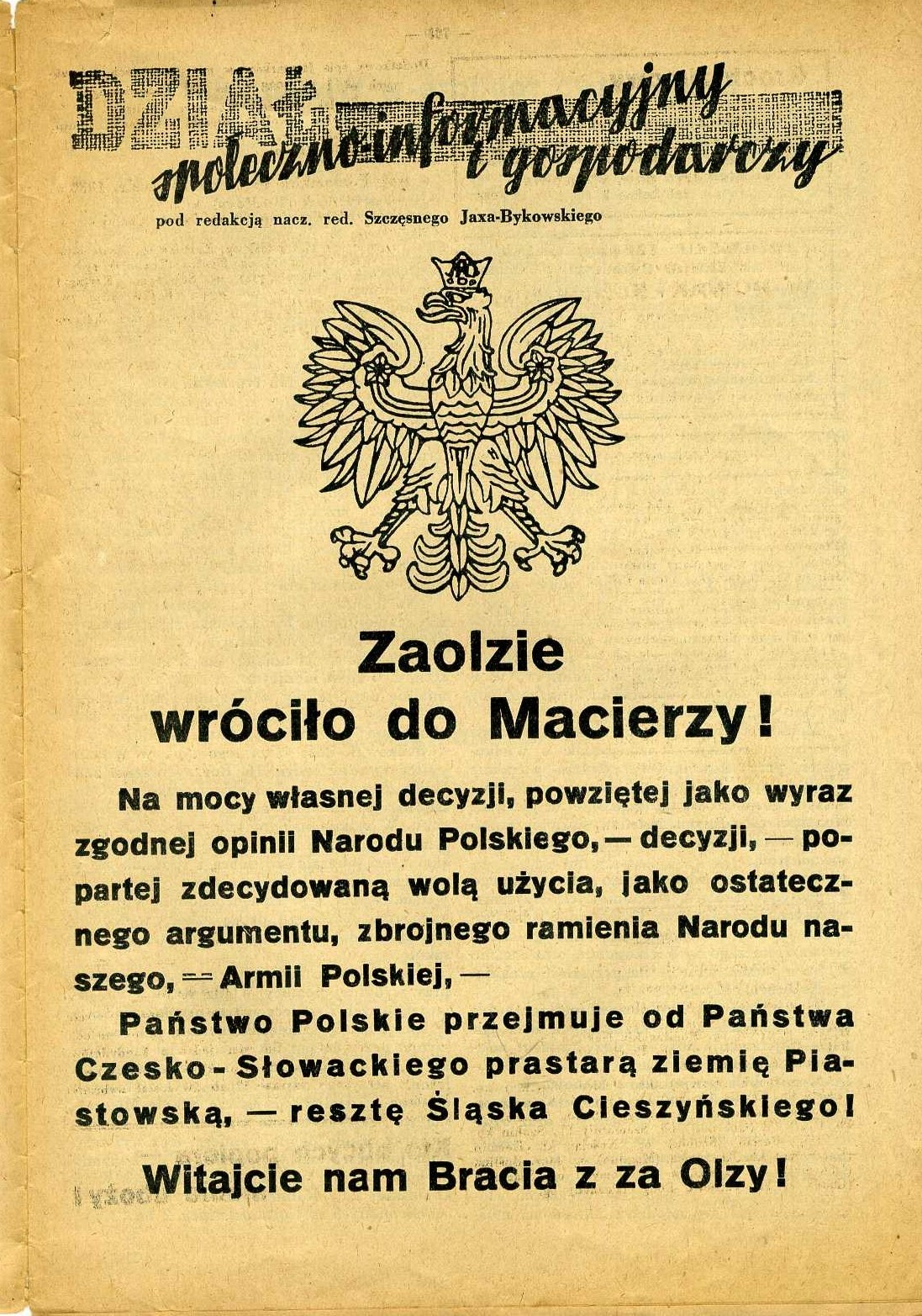
Poradnik Gospodarski, 9 października 1938. Informacja o zajęciu Zaolzia przez Wojsko Polskie

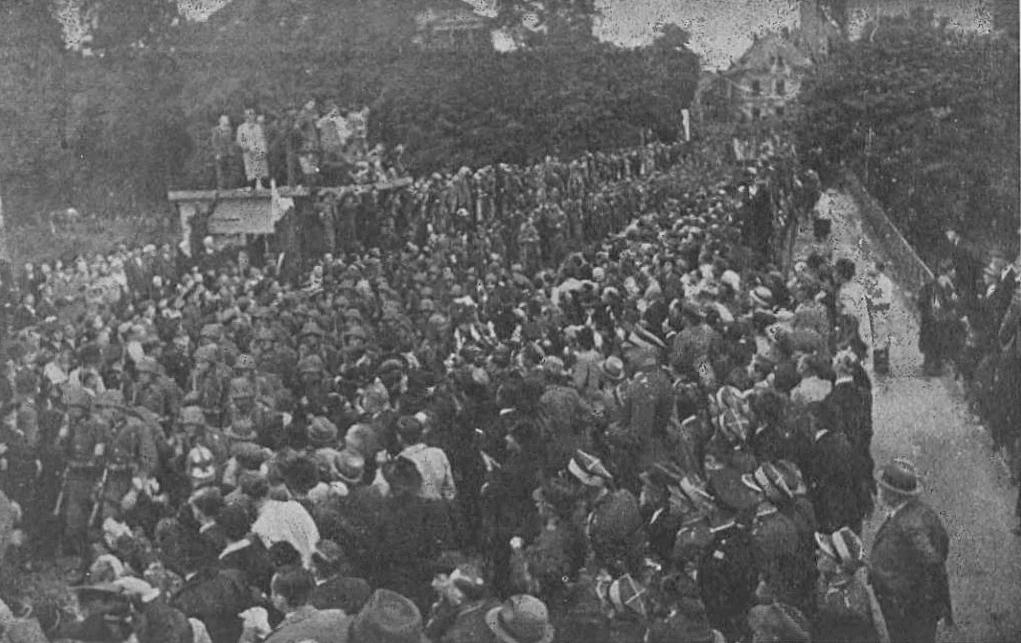
Wkroczenie Wojska Polskiego 2 października 1938

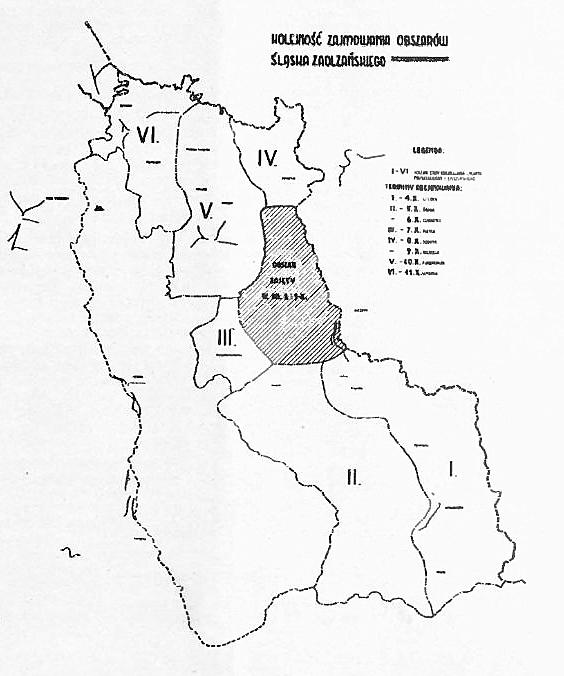
Kolejność zajmowania obszarów Śląska Zaolziańskiego

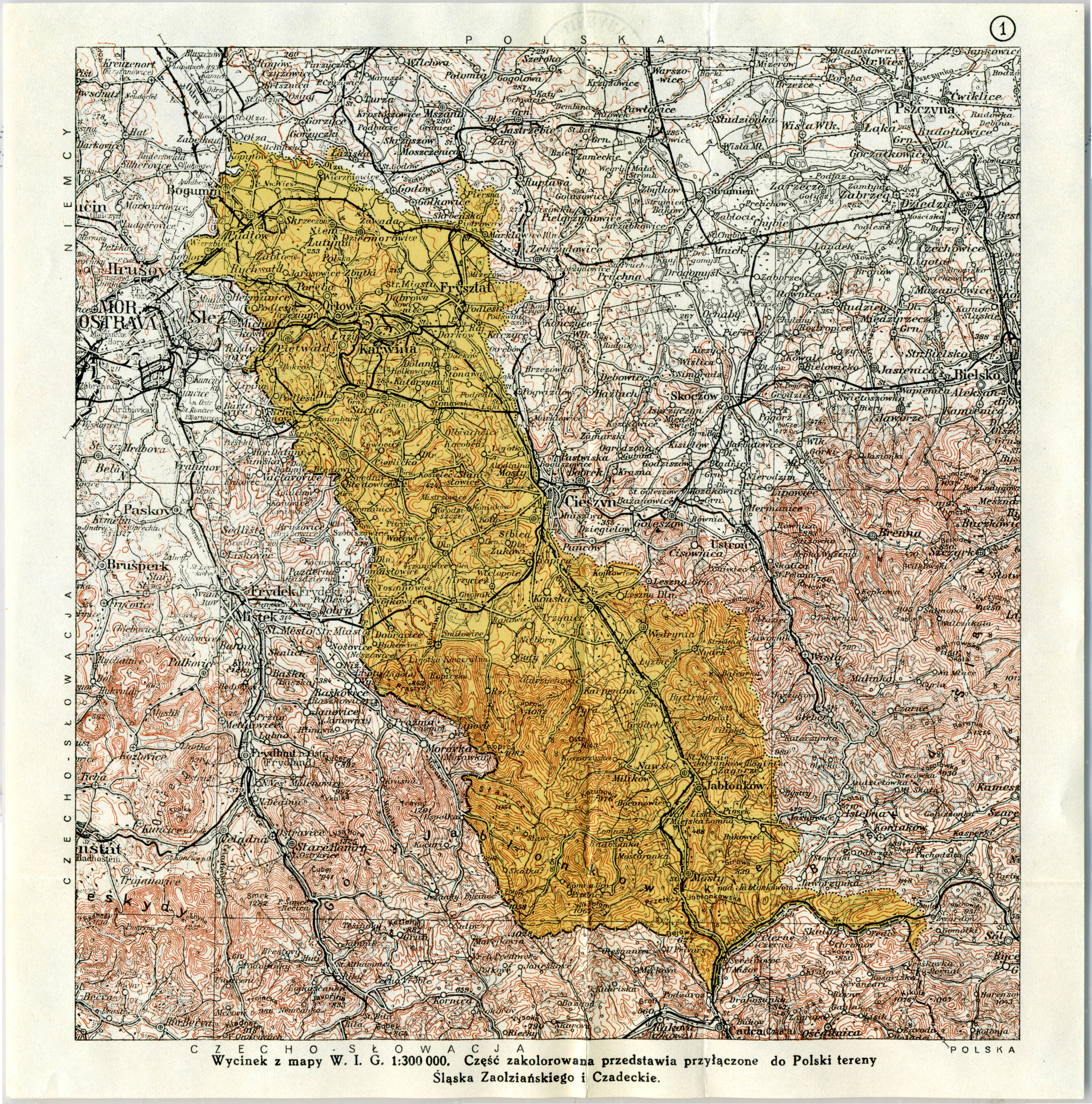
Mapa zajętych terenów

W 1938, korzystając z nacisków, które Adolf Hitler wywierał na Czechosłowację, władze polskie rozpoczęły realizację przygotowywanych od 1934 planów rozwiązania siłowego (Komitet Siedmiu przy Sztabie Generalnym). 21 września 1938 Polska wypowiedziała III część umowy (o ochronie mniejszości) pomiędzy RP a ČSR w sprawach prawnych i finansowych zawartą 23 kwietnia 1925 r. Jedyną ofiarą śmiertelną wydarzeń w 1938 był podharcmistrz Witold Reger – prowadzący rozpoznanie pozycji i umocnień czechosłowackich poległ 26 września, zaskoczony przez czechosłowacki patrol. W Polsce został on potem nazwany symbolem przelanej krwi za Olzą. 30 września 1938 o godz. 23.45 powziąwszy uprzednio informację o rozstrzygnięciach układu monachijskiego, w tym o zamiarze oddania w III Rzeszy obszaru uznawanego za żywotną strefę polskich interesów (Bogumin i okolice), działając wyprzedzająco w stosunku do akcji Niemiec, przekazała Czechosłowacji z terminem 12-godzinnym ultimatum żądające oddania zamieszkanego przez Polaków Zaolzia (termin ultimatum: 1 października 1938, godz. 12.00, zmieniony na wniosek rządu Czechosłowacji na godz. 13.00). Żądaniom towarzyszyła koncentracja na granicy Samodzielnej Grupy Operacyjnej „Śląsk” (dow. gen. Władysław Bortnowski), dywersje przygraniczne przeprowadzane przez Polaków z Zaolzia (ataki na posterunki i urzędy) oraz kampania propagandowa – w Katowicach powstały Legion Zaolziański oraz Komitet Walki o Śląsk Zaolziański. Rząd czechosłowacki ugiął się przed ultimatum 1 października i zgodził się przekazać sporne terytorium Polsce. Po uzgodnieniu spraw związanych ze zmianami granicznymi, 2 października 1938 na Zaolzie wkroczyły oddziały polskie, zajmując jednocześnie leżącą na Słowacji ziemię czadecką aż pod przedmieścia miejscowości Čadca. W tym czasie Niemcy zajmowały Kraj Sudetów (np. Sudety, Śląsk Opawski, tzw. kraik hulczyński i inne ziemie przyznane im w Monachium). Podczas zajmowania Zaolzia doszło do konfliktów z Niemcami, którzy także chcieli uzyskać niektóre tereny na Zaolziu – węzeł kolejowy i stację w Boguminie, lecz Polacy wyprzedzili żołnierzy niemieckich. Celem przejęcia i zorganizowania lasów zaolziańskich oraz zespolenia ich z obszarem II RP działał w osobie nadzwyczajnego delegata na województwo śląskie, dyrektor Lasów Państwowych we Lwowie, inż. Konrad Szubert (delegowany przez dyrektora naczelnego Lasów Państwowych Adama Loreta), który pełniąc tę funkcję zginął wskutek wypadku samochodowego 19 listopada 1938.
9 grudnia 1938 wojska polskie opuściły wieś Morawka, zwracając ją zarazem Czechosłowakom i ustalając ostateczny kształt granicy na Zaolziu. Fakt ten, jak również wcześniej dokonane korekty anektowanych obszarów w gminach Rychwałd (oddano 2 ha z 10 mieszkańcami) oraz Szobiszowice czy Dolne i Górne Domasławice (łącznie oddano Czechom 8,87 km²), miały świadczyć, zdaniem Marka Sobczyńskiego, o dobrej woli i obiektywizmie strony polskiej, która nie zagarnia „cudzego” sięgając tylko po należne jej obszary. Teren zajęty w 1938 był jednak nieco większy, niż ten z umowy z 1918 roku, przede wszystkim w okolicy Orłowej (m.in. Pietwałd, Dziećmorowice i sama Orłowa) i nawiązywał do granicy językowej sprzed gwałtownego rozwoju przemysłowego, znanej m.in. ze schematyzmów kościelnych. Przyłączono również m.in. wschodnią część gminy Wojkowice, gdzie według spisów jeszcze z czasów austriackich ludność czeskojęzyczna stanowiła ponad 80 procent.
Zajęte tereny Zaolzia i ziemi czadeckiej zostały włączone do powiatów frysztackiego i cieszyńskiego województwa śląskiego.
Na zajętym Zaolziu władze polskie przeprowadziły akcję wysiedlania ludności czeskiej, zarówno w stosunku do osób negatywnie nastawionych do polskości oraz osób przybyłych tu po 1920, jak i w stosunku do osób zamieszkujących sporny obszar od kilku pokoleń i nie przejawiających postaw antypolskich. W tym celu wydawano „Przepustki Graniczne Ewakuacyjne – bez prawa powrotu do Rzeczypospolitej Polskiej”. Na wyprowadzkę z domu dawano czasami zaledwie od sześciu do dwunastu godzin. Jedną z akcji wysiedleń rodzin czeskich przeprowadzono dokładnie w Wigilię 1938. W rezultacie do 31 sierpnia 1939 z Zaolzia wyemigrowało ponad 30 tys. Czechów, z czego ok. 20 tys. pod przymusem. W połowie listopada 1938 zwolniono ok. 8 tys. czeskich robotników. Zmuszono do emigracji całą czeską inteligencję techniczną, lekarzy, nauczycieli itp. W październiku 1938 zamknięto wszystkie czeskie szkoły i biblioteki, rozwiązano czeskie organizacje społeczne, kulturalne, sportowe itp., a ich majątek przejęło państwo polskie. Przymusowo spolszczano czeskie nazwiska, a bez zadeklarowania polskiej narodowości odmawiano przedłużenia lub wydania koncesji na działalność gospodarczą. Za używanie języka czeskiego w miejscach publicznych karano mandatem w wysokości 4 zł, Czesi zaczęli więc witać się słowami čtyři zlaté.
W kościołach zakazano odprawiania nabożeństw w języku czeskim. Próby protestów były tłumione przez wojsko i policję, np. w Pietwałdzie pokojowa manifestacja Czechów została rozpędzona przez konną policję polską, która wjechała w tłum i bezlitośnie pałowała ludzi.
Na Zaolziu od opuszczenia tych terenów przez Niemców na początku 1945 do 9 maja 1945 działała polska administracja państwowa, która została zlikwidowana przez armię radziecką. Sowieci przekazali Zaolzie Czechosłowacji. Po wojnie władze czechosłowackie stwierdziły jednostronnie, że zatwierdzona przez rząd czechosłowacki w 1938 zmiana graniczna, następnie utwierdzona nową polsko-czechosłowacką umową graniczną, jest nieważna. Sporne tereny zostały zgodnie z życzeniem Stalina przekazane Czechosłowacji.

### Ocena historyczna zajęcia Zaolzia
Polskie ultimatum wobec Czechosłowacji w mocarstwach zachodnich spotkało się z potępieniem i miało negatywny wpływ na reputację Polski. Odzyskanie przez Polskę etnicznie polskich ziem Śląska Cieszyńskiego było wówczas i pozostaje nadal uznawane za wpisanie się w politykę roszczeń terytorialnych III Rzeszy, pomimo że było konsekwencją cesji terytorialnych Czechosłowacji wobec Niemiec, przyjętych przez rząd Czechosłowacji i zaakceptowanych przez mocarstwa zachodnie na konferencji monachijskiej.
Dla wielu Zaolzian akt zajęcia stanowił dokonanie się sprawiedliwości dziejowej i odsunięcie zagrożenia wynarodowieniem. Podobnie jednak jak wcześniej w przypadku Górnego Śląska po początkowym okresie euforii wśród ludności polskiej pojawiło się rozczarowanie, spowodowane konfliktami między przybyłą ludnością z głębi Polski a autochtonami, co znalazło odzwierciedlenie w haśle Zaolzie dla Zaolzian. Zwracano też uwagę na zbyt daleko idące działania antyczeskie, za które często odpowiedzialni byli mieszkańcy wygnani stamtąd po 1920, chcący się za to zemścić. Miała miejsce nawet delegacja zaolziańskiej ludności polskiej do Katowic, która wstawiła się w obronie źle traktowanych Czechów.
Zajęcie Zaolzia przez Wojsko Polskie w 1938 opisał Melchior Wańkowicz w II wydaniu książki Sztafeta (ukazała się na przełomie 1938 i 1939).

## II wojna światowa
Podczas II wojny światowej stosunki polsko-czeskie pogorszyły się. Władze nazistowskie gorzej traktowały ludność polską niż czeską (która nie musiała np. płacić 15% podatku od dochodu).

## Przyłączenie Zaolzia do Czechosłowacji w 1945
Od opuszczenia terenów Zaolzia przez Niemców pod koniec kwietnia 1945 do 9 maja 1945 działała polska administracja państwowa. Po wojnie władze czechosłowackie stwierdziły jednostronnie, że zatwierdzona przez rząd czechosłowacki w 1938 zmiana graniczna, następnie utwierdzona nową polsko-czechosłowacką umową graniczną, jest nieważna.
Ówczesne władze polskie zabiegały o znalezienie się Zaolzia w granicach polskich. 15 czerwca 1945 marsz. Michał Rola-Żymierski, zastępujący nieobecnego w kraju premiera, postawił stronie czechosłowackiej ultimatum. Po jego odrzuceniu oddziały polskie wkroczyły na Śląsk Cieszyński i zapowiedziano dalsze posuwanie się oddziałów za Olzę. Stalin odradził jednak delegacji polskiej przebywającej w Moskwie używania siły. Rokowania polsko-czechosłowackie w sprawie granicy prowadzono w Moskwie. Delegacja polska otrzymała z kraju stanowisko negocjacyjne które brzmiało: „Na Zaolziu bronić każdego kilometra między Morawską Ostrawą a Karwiną – kluczowe stanowisko dla koksu”. Rokowania zakończyły się podpisaniem 10 marca 1947 układu o przyjaźni i pomocy wzajemnej z Czechosłowacją, który sprawę granic pozostawiał otwartą. Jeszcze w lipcu 1947 delegacja Polaków z Zaolzia podczas spotkania z Jakubem Bermanem w Warszawie usłyszała „Rząd polski nie ma zamiaru organizować jakiegoś ruchu, niemniej jednak nie zrezygnuje z praw do Zaolzia”.
13 czerwca 1958 rządy PRL i CSRS podpisały porozumienie ostatecznie zostawiając Zaolzie w granicach Czechosłowacji. Strona czeska zobowiązała się przestrzegać praw polskiej mniejszości narodowej na Zaolziu (szkoły z polskim językiem nauczania, organizacje polskie, polskie gazety) oraz zrzekła się roszczeń do terytoriów znajdujących się pod władzą polską.